# Bibarba
Bibarba is een monotypisch geslacht van straalvinnige vissen uit de familie van de modderkruipers (Cobitidae).

## Soort
- Bibarba bibarba Chen & Chen, 2007